# World Curling Tour 2009/2010
Cykl rozgrywek Asham World Curling Tour 2009/2010 rozpoczął się 11 września 2009 w szwajcarskim Baden męskim turniejem Baden Masters. W rywalizacji męskiej odbyło się 40 zawodów a w rozgrywkach kobiet 26. Jednocześnie z cyklem WCT rozegrano Curling Champions Tour (World Curling Tour Europe pod nową nazwą).
Najwięcej pieniędzy i punktów w Order of Merit zdobyły zespoły Kevina Martina i Jennifer Jones.

## Mężczyźni
|    | Zawody                                                                       | Zwycięzca          | Finalista          | Liczba drużyn | Pula nagród   | Nagroda zwycięzcy |
| -- | ---------------------------------------------------------------------------- | ------------------ | ------------------ | ------------- | ------------- | ----------------- |
| 1  | Baden Masters Baden, 11–13 września 2009                                     | Brad Gushue        | Thomas Ulsrud      | 16            | 26 500 (CHE)  | 10 000 (CHE)      |
| 2  | CurlTV.com September Shoot-Out Edmonton, 17–20 września 2009                 | Bob Ursel          | Randy Ferbey       | 20            | 20 000 (CAD)  | 4 500 (CAD)       |
| 2  | AMJ Campbell Shorty Jenkins Classic Brockville, 17–20 września 2009          | Brad Gushue        | Kevin Martin       | 24            | 40 700 (CAD)  | 9 000 (CAD)       |
| 3  | Radisson SAS Oslo Cup Oslo, 24–27 września 2009                              | Oskar Eriksson     | Thomas Ulsrud      | 20            | 160 000 (NOK) | 60 000 (NOK)      |
| 4  | Horizon Laser Vision Center Classic Lloydminster, 1-4 października 2009      | Pat Simmons        | Brennen Jones      | 24            | 12 000 (CAD)  | 4 000 (CAD)       |
| 4  | Twin Anchors Invitational Vernon, 1-4 października 2009                      | Kevin Koe          | Bob Ursel          | 16            | 25 000 (CAD)  | 7 500 (CAD)       |
| 4  | Swiss Cup Basel Bazylea, 2-5 października 2009                               | Thomas Ulsrud      | Niklas Edin        | 32            | 40 000 (CHF)  | 13 000 (CHF)      |
| 5  | Manitoba Lotteries Curling Classic Brandon, 9–12 października 2009           | Jeff Stoughton     | David Bohn         | 20            | 40 000 (CAD)  | 9 000 (CAD)       |
| 5  | World Financial Group Classic Calgary, 9–12 października 2009                | Brent Bawel        | Steve Mackey       | 24            | 23 000 (CAD)  | 6 000 (CAD)       |
| 5  | Westcoast Curling Classic New Westminster, 9–12 października 2009            | Bob Ursel          | Sean Geall         | 32            | 80 000 (CAD)  | 20 000 (CAD)      |
| 6  | Bern Open Berno, 16–18 października 2009                                     | Thomas Ulsrud      | Russ Howard        | 32            | 42 000(CHF)   | 12 500 (CHF)      |
| 6  | Meyers Norris Penny Charity Classic Medicine Hat, 16–19 października 2009    | Wade White         | Ted Appelman       | 32            | 43 000 (CAD)  | 10 000 (CAD)      |
| 6  | St. Paul Cash Spiel Saint Paul, 16–19 października 2009                      | Mike Pozihun       | Bryan Burgess      | 24            | 12 000 (USD)  | 5 151(CAD)        |
| 7  | Challenge Casino Lac Leamy Gatineau, 22–25 października 2009                 | Jean-Michel Ménard | Neil Sinclair      | 24            | 31 000 (CAD)  | 8 000 (CAD)       |
| 7  | World Cup of Curling Toronto, 22–25 października 2009                        | Glenn Howard       | Kevin Koe          | 14            | 100 000 (CAD) | 24 000 (CAD)      |
| 7  | Kamloops Crown of Curling Kamloops, 23–26 października 2009                  | Ted Appelman       | Chris Schille      | 22            | 34 000 (CAD)  | 8 000 (CAD)       |
| 7  | Meyers Norris Penny Prairie Classic Portage, 23–26 października 2009         | Kerry Burtnyk      | Jason Gunnlaugson  | 32            | 56 000 (CAD)  | 18 000 (CAD)      |
| 8  | Cactus Pheasant Classic Brooks, 29 października–1 listopada 2009             | Glenn Howard       | Kevin Martin       | 24            | 70 000 (CAD)  | 22 000 (CAD)      |
| 9  | Duluth Cash Spiel Duluth, 6-8 listopada 2009                                 | Pete Fenson        | Craig Brown        | 16            | (USD)         | (USD)             |
| 9  | Whites Drug Store Classic Swan River, 6-9 listopada 2009                     | Kevin Martin       | Dave Boehmer       | 18            | 42 000 (USD)  | 10 000 (USD)      |
| 9  | Red Deer Curling Classic Red Deer, 6-9 listopada 2009                        | Randy Ferbey       | Rob Armitage       | 28            | 32 000 (CAD)  | 8 500 (CAD)       |
| 10 | Lucerne Curling Trophy Lucerna, 12–15 listopada 2009                         | Thomas Ulsrud      | Ralph Stöckli      | 24            | 25 000 (CHF)  | 10 000 (CHF)      |
| 10 | Pharmasave Gimli Classic Gimli, 12–15 listopada 2009                         | Brendan Taylor     | Reid Carruthers    | 24            | 14 500 (CAD)  | 5 200 (CAD)       |
| 11 | Skookum WCT Cash Spiel Whitehorse, 19–22 listopada 2009                      | Kevin Martin       | Sean Geall         | 24            | 50 000 (CAD)  | 15 000 (CAD)      |
| 11 | Interlake Pharmacy Classic Stonewall, 19–23 listopada 2009                   | David Bohn         | Dave Elias         | 24            | 27 000 (CAD)  | 7 500 (CAD)       |
| 11 | Sun Life Classic Brantford, 20–23 listopada 2009                             | Mike McEwen        | Martin Ferland     | 32            | 50 000 (CAD)  | 11 000 (CAD)      |
| 11 | Wainwright Roaming Buffalo Classic Wainwright, 20–23 listopada 2009          | Warren Hassall     | Brent Bawel        | 24            | 40 000 (CAD)  | 12 000 (CAD)      |
| 12 | Challenge Casino de Charlevoix Clermont, 25–29 listopada 2009                | Randy Ferbey       | Jean-Michel Ménard | 29            | 38 000 (CAD)  | 12 000 (CAD)      |
| 12 | Edinburgh International Curling Championships Edynburg, 27–29 listopada 2009 | David Murdoch      | Peter Loudon       | 24            | 10 000 (GBP)  | 4 000 (GBP)       |
| 12 | PointOptical Curling Classic Saskatoon, 27-30 listopada 2009                 | Brad Heidt         | Pat Simmons        | 32            | 60 000 (CAD)  | 15 000 (CAD)      |
| 13 | Laphroaig Scotch Open Madison, 4-6 grudnia 2009                              | Kroy Nernberger    | Pete Fenson        | 30            | 16 000 (USD)  | 3 800 (USD)       |
| 13 | Dauphin Clinic Pharmacy Classic Dauphin, 4-7 grudnia 2009                    | David Hamblin      | Travis Graham      | 32            | 30 000 (CAD)  | 8 000 (CAD)       |
| 14 | Curl Mesabi Cash Spiel Eveleth, 11–13 grudnia 2009                           | John Shuster       | Andrew Wickman     | 32            | 20 000 (USD)  | 4 232 (USD)       |
| 16 | The National Guelph, 6–10 stycznia 2010                                      | Brad Gushue        | Randy Ferbey       | 18            | 100 000 (CAD) | 24 000 (CAD)      |
| 16 | Ramada Perth Masters Perth, 7–10 stycznia 2010                               | Tom Brewster       | Niklas Edin        | 32            | 32 500 (GBP)  | 5 000 (GBP)       |
| 18 | BDO Classic Canadian Open Winnipeg, 20–24 stycznia 2010                      | Kevin Martin       | Glenn Howard       | 18            | 100 000 (CAD) | 25 000 (CAD)      |
| 19 | Danish Open Hvidovre, 28-31 stycznia 2010                                    | Jiří Snítil        | Thomas Due         | 12            | 6 000 (CAD)   | 3 345 (CAD)       |
| 25 | DEKALB Superspiel Edmonton, 11–15 marca 2010                                 | Mike McEwen        | Dave Boehmer       | 24            | 22 000 (CAD)  | 9 000 (CAD)       |
| 26 | Bear Mountain Arena Classic Victoria, 25–28 marca 2010                       | Kevin Martin       | Wayne Middaugh     | 24            | 84 000 (CAD)  | 25 000 (CAD)      |
| 28 | Grey Power Players’ Championship 13–18 kwietnia 2010                         | Kevin Martin       | Brad Gushue        | 16            | 100 000 (CAD) | 25 000 (CAD)      |

## Kobiety
|    | Zawody                                                                     | Zwycięzca          | Finalista         | Liczba drużyn | Pula nagród   | Nagroda zwycięzcy |
| -- | -------------------------------------------------------------------------- | ------------------ | ----------------- | ------------- | ------------- | ----------------- |
| 2  | CurlTV.com September Shoot-Out Edmonton, 17–20 września 2009               | Cathy King         | Cheryl Bernard    | 20            | 18 000 (CAD)  | 3 500 (CAD)       |
| 2  | AMJ Campbell Shorty Jenkins Classic Brockville, 17–20 września 2009        | Rachel Homan       | Eve Bélisle       | 12            | 16 400 (CAD)  | 5 500 (CAD)       |
| 3  | Radisson SAS Oslo Cup Oslo, 24–27 września 2009                            | Jennifer Jones     | Anette Norberg    | 20            | 100 000 (NOK) | 40 000 (NOK)      |
| 3  | Bank of America Schmirler Curling Classic Regina, 25–28 września 2009      | Amber Holland      | Kelly Scott       | 30            | 47 000 (CAD)  | 12 000 (CAD)      |
| 4  | Twin Anchors Invitational Vernon, 2-5 października 2009                    | Moe Meguro         | Cheryl Bernard    | 24            | 35 000 (CAD)  | 8 300 (CAD)       |
| 5  | REMAX Masters Basel Bazylea, 9–11 października 2009                        | Anette Norberg     | Stina Viktorsson  | 24            | 30 000 (CHF)  | 10 000(CHF)       |
| 5  | Trail Appliances Curling Classic Calgary, 9–12 października 2009           | Jennifer Jones     | Wang Bingyu       | 32            | 56 000 (CAD)  | 14 000 (CAD)      |
| 6  | Grasshopper Women’s Masters Zurych, 16–18 października 2009                | Andrea Schöpp      | Debbie McCormick  | 12            | 25 000 (CHF)  | 10 000 (CHF)      |
| 6  | Meyers Norris Penny Charity Classic Medicine Hat, 16–19 października 2009  | Ludmiła Priwiwkowa | Karallee Swabb    | 32            | 25 000 (CAD)  | 8 000 (CAD)       |
| 7  | Three Nations Cup Mississauga, 23–26 października 2009                     | Eve Muirhead       | Wang Bingyu       | 4             | 4 250 (CAD)   | 2 000 (CAD)       |
| 7  | Casinos of Winnipeg Classic Winnipeg, 23–26 października 2009              | Kelly Scott        | Jennifer Jones    | 32            | 62 000 (CAD)  | 15 400 (CAD)      |
| 7  | Kamloops Crown of Curling Kamloops, 23–26 października 2009                | Colleen Hannah     | Faye White        | 24            | 34 000(CAD)   | 8 000 (CAD)       |
| 8  | Stockholm Ladies Cup Danderyd, 29 października–1 listopada 2009            | Karin Rudstrom     | Anna Sidorowa     | 16            | 75 750 (SEK)  | 27 000 (SEK)      |
| 8  | Colonial Square Ladies Classic Saskatoon, 30 października–2 listopada 2009 | Stefanie Lawton    | Mirjam Ott        | 32            | 35 000 (CAD)  | 10 000 (CAD)      |
| 9  | Duluth Cash Spiel Duluth, 6-8 listopada 2009                               | Shana Ketonen      | Erika Brown       | 10            | (USD)         | (USD)             |
| 9  | OVCA Women’s Fall Classic Kemptville, 6-8 listopada 2009                   | Debbie McCormick   | Lisa Farnell      | 24            | 12 000 (CAD)  | 5 000 (CAD)       |
| 9  | Red Deer Curling Classic Red Deer, 6-9 listopada 2009                      | Jennifer Jones     | Shannon Kleibrink | 32            | 34 000 (CAD)  | 9 000 (CAD)       |
| 11 | Sun Life Classic Brantford, 20–23 listopada 2009                           | Jo-Ann Rizzo       | Shannon Kleibrink | 32            | 50 000 (CAD)  | 11 000 (CAD)      |
| 11 | Interlake Pharmacy Classic Stonewall, 20–23 listopada 2009                 | Chelsea Carey      | Janet Harvey      | 16            | 11 250 (CAD)  | 5 000 (CAD)       |
| 12 | International ZO Womens Tournament Wetzikorn, 27–29 listopada 2009         | Eve Muirhead       | Andrea Schöpp     | 24            | 16 000 (CHF)  | 6 000 (CHF)       |
| 12 | Boundary Ford Curling Classic Lloydminster, 27 listopada-30 listopada 2009 | Heather Nedohin    | Heather Rankin    | 32            | 32 000 (CAD)  | 8 000 (CAD)       |
| 17 | International Bernese Ladies Cup Berno, 8–10 stycznia 2010                 | Jennifer Jones     | Moe Meguro        | 32            | 20 000 (CHF)  | 6 000 (CHF)       |
| 18 | Glynhill Ladies International Glasgow, 15–17 stycznia 2010                 | Mirjam Ott         | Eve Muirhead      | 24            | 8 000 (GBP)   | 2 500 (GBP)       |
| 25 | DEKALB Superspiel Morris, 11–15 marca 2010                                 | Sherry Middaugh    | Wang Bingyu       | 16            | 18 200 (CAD)  | 7 000 (CAD)       |
| 26 | Bear Mountain Arena Classic Victoria, 25–28 marca 2010                     | Shannon Kleibrink  | Cathy King        | 5             | 10 000 (CAD)  | 6 000 (CAD)       |
| 28 | Grey Power Players’ Championships 13–18 kwietnia 2010                      | Cheryl Bernard     | Crystal Webster   | 16            | 100 000 (CAD) | 25 000 (CAD)      |

## Rankingi
| # | Drużyna        | CAD$    |
| - | -------------- | ------- |
| 1 | Kevin Martin   | 139 750 |
| 2 | Glenn Howard   | 97 150  |
| 3 | Brad Gushue    | 82 528  |
| 4 | Thomas Ulsrud  | 73 598  |
| 4 | Randy Ferbey   | 70 382  |
| 6 | Mike McEwen    | 66 255  |
| 7 | Kevin Koe      | 65 650  |
| 8 | Pat Simmons    | 47 500  |
| 9 | Jeff Stoughton | 43 000  |
|   | Wayne Middaugh | 43 000  |

| #  | Drużyna           | CAD$   |
| -- | ----------------- | ------ |
| 1  | Jennifer Jones    | 55 578 |
| 2  | Cheryl Bernard    | 43 209 |
| 3  | Kelly Scott       | 37 300 |
| 4  | Amber Holland     | 27 200 |
| 5  | Shannon Kleibrink | 27 000 |
| 6  | Stefanie Lawton   | 26 000 |
| 7  | Crystal Webster   | 24 800 |
| 8  | Wang Bingyu       | 24 330 |
| 9  | Eve Muirhead      | 23 526 |
| 10 | Debbie McCormick  | 23 421 |